# Tri Kusharjanto
Tri Kusharjanto  (ou Tri Kusharyanto, Trikus Harjanto, Trikus Heryanto ou Trikus Haryanto) est un joueur de badminton indonésien né le 18 janvier 1974 à Yogyakarta. 
Avec Minarti Timur, il est médaillé d'argent en double mixte aux Jeux olympiques d'été de 2000 à Sydney et médaillé de bronze en double mixte aux Championnats du monde de badminton 1997.